# Parafia św. Michała Archanioła w Domachowie
Parafia św. Michała Archanioła w Domachowie – parafia rzymskokatolicka, znajdująca się w archidiecezji poznańskiej, w dekanacie gostyńskim.